# Litera noastră
Litera noastră este singura revistă din România tipărită în alfabetul Braille. Este publicată de Asociația Nevăzătorilor din România. Apare lunar, fără întrerupere, din aprilie 1954 și se distribuie pe bază de abonament în întreaga țară și în străinătate.

## Istorie
Litera noastră, al cărei prim număr a apărut în 1954, sub numele de Viață nouă, are un conținut de tip magazin, incluzând articole despre viața și preocupările nevăzătorilor, scrise de redactori și de colaboratori. La acestea se adaugă materiale cu subiecte științifice, culturale, utilitare etc., reproduse din alte publicații care nu sunt accesibile persoanelor cu deficiență de vedere.
Revista Litera noastră în scriere obișnuită, echivalentul versiunii Braille, apare trimestrial, din anul 1968. Publicația se adresează atât persoanelor cu rest de vedere, cât mai ales celor ce doresc să afle mai multe despre comunitatea nevăzătorilor români.